# Nicolaaskerk (Rorichum)
De Nicolaaskerk (Nicolai-Kirche) in Rorichum in de Oost-Friese gemeente Moormerland (Nedersaksen) is een hervormd kerkgebouw, dat in het begin van de 14e eeuw op een warft werd gebouwd.

## Geschiedenis

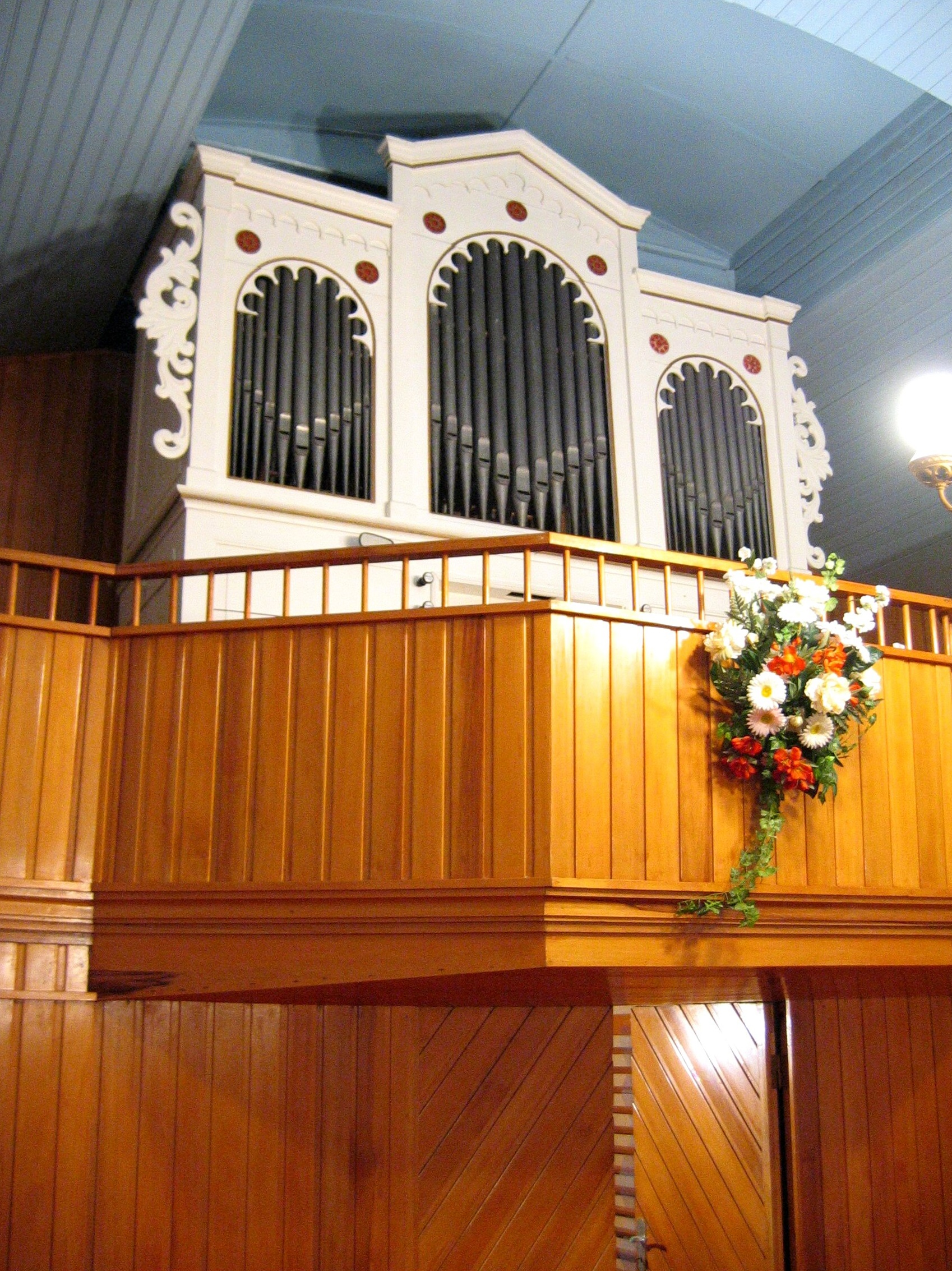
Orgel

De Nicolaaskerk betreft een rechthoekige zaalkerk van kloostermoppen zonder apsis. Naar een ouder kerkgebouw verwijst de vrijstaande klokkentoren, die enkele decennia ouder is dan het kerkgebouw. De Sint-Petrusklok dateert uit 1497 en werd door Geert van Wou gegoten. De klok is met een doorsnee van 1,25 meter de grootste middeleeuwse klok van Oost-Friesland. Een tweede klok stamt uit het jaar 1627.
In de middeleeuwen behoorde Rorichum tot de proosdij Leer van het bisdom Münster. Kort na het Oldersumer Geloofsdispuut in het jaar 1526 koos de gemeente voor de gereformeerde confessie. Sinds 1920 kent Rorichum geen eigen predikanten meer en wordt de gemeente vanuit Oldersum bediend.
In de zuidelijk muur werden tijdens de reformatie grotere ramen ingebroken. Het zuidelijk portaal is tegenwoordig dichtgemetseld en verraadt nog de sporen van een klein voorportaal. Ook het lage portaal in de noordelijke muur werd dichtgemetseld. Op deze plek staat tegenwoordig de kansel. Men zegt dat deze toegang zo laag werd gebouwd omdat hij uit de Noormannentijd stamt en kerkbezoekers bij het verlaten van de kerk zo gedwongen werden hun hoofd te buigen voor het land van de Vikingen. In het oostelijke deel van de zuidelijk muur werden meerdere hagioscopen ingebracht. De westelijke muur is later vernieuwd.
Het oude pastoriehuis dateert uit 1791 en werd als woonhuis met een golfschuur ontworpen en op de plaats van een laatmiddeleeuwse huis gebouwd. Samen met het voormalige schoolgebouw vormen de vier gebouwen op het hoogste punt van de terp een ongewoon gebouwenensemble.

## Inventaris
In de ruimte achter de orgelgalerij zijn drie grafzerken uit de 17e en 18e eeuw te zien.
Het orgel werd in de jaren 1867–1869 door de gebroeders Rohlfs gebouwd en is grotendeels nog oorspronkelijk. Het monumentale instrument bezit zeven registers (Principaal 8′, Octaaf 4′, Octaaf 2′, Quint 22/3′, Roerfluit 8′, Fluit amabile 4′ en Trompet 8′) op één manuaal en een aangehangen pedaal. De tracturen zijn mechanisch.
Tot het liturgisch vaatwerk behoren een kelk, die in 1610 door de Emder goudsmid Jürgen van Ham werd gemaakt, een tinnen bord uit 1830 van T. Ronstadt uit Leer, een tinnen kan (1857) alsmede een ongedateerde tinnen doopschaal met deksel.